# Eublemma minutoides
Eublemma minutoides is een vlinder van de familie van de spinneruilen (Erebidae). De wetenschappelijke naam van deze soort is voor het eerst voorgesteld door Robert W. Poole in een publicatie uit 1989.
De soort komt voor in Kenia en Tanzania.